# 余钟波
余钟波 (1964年11月—)，教授，从事水文水资源领域的研究。在多个涉及水文方面的国际组织任职，担任多个知名期刊编委。中国教育部第六批“长江学者”特聘教授，享受政府特殊津贴，曾获得国家科学技术进步二等奖等奖项，发表论文数百篇，授权发明专利十余项。

## 学术兼职
担任联合国教科文组织政府间水文计划副主席和亚太地区主席、国际水文科学协会中国副主席、联合国教科文组织国际水文计划中国国家委员会副主席等职；
担任《Water Resources Research》、《Journal of Contaminant Hydrology》、《Hydrology and Earth System Sciences》等编委和编辑，《Water Science and Engineering》执行主编。